# Lara Grangeon
Lara Grangeon de Villèle (Numea, Nueva Caledonia, 21 de septiembre de 1991) es una deportista francesa que compite en natación, en las modalidades de piscina y aguas abiertas.
Ganó una medalla de bronce en el Campeonato Mundial de Natación de 2019, tres medallas en el Campeonato Europeo de Natación, en los años 2018 y 2021, y seis medallas en el Campeonato Europeo de Natación en Piscina Corta entre los años 2010 y 2017.

## Palmarés internacional
| Campeonato Europeo en Piscina Corta | Campeonato Europeo en Piscina Corta | Campeonato Europeo en Piscina Corta | Campeonato Europeo en Piscina Corta |
| Año                                 | Lugar                               | Medalla                             | Prueba                              |
| ----------------------------------- | ----------------------------------- | ----------------------------------- | ----------------------------------- |
| 2010                                | Eindhoven (Países Bajos)            | Medalla de bronce                   | 200 m estilos                       |
| 2010                                | Eindhoven (Países Bajos)            | Medalla de bronce                   | 400 m estilos                       |
| 2015                                | Netanya (Israel)                    | Medalla de plata                    | 200 m mariposa                      |
| 2015                                | Netanya (Israel)                    | Medalla de bronce                   | 400 m estilos                       |
| 2017                                | Copenhague (Dinamarca)              | Medalla de plata                    | 400 m estilos                       |
| 2017                                | Copenhague (Dinamarca)              | Medalla de bronce                   | 200 m mariposa                      |

| Campeonato Mundial | Campeonato Mundial      | Campeonato Mundial | Campeonato Mundial |
| Año                | Lugar                   | Medalla            | Prueba             |
| ------------------ | ----------------------- | ------------------ | ------------------ |
| 2019               | Gwangju (Corea del Sur) | Medalla de bronce  | 25 km              |
| Campeonato Europeo |                         |                    |                    |
| Año                | Lugar                   | Medalla            | Prueba             |
| 2018               | Glasgow (Reino Unido)   | Medalla de bronce  | 25 km              |
| 2018               | Glasgow (Reino Unido)   | Medalla de bronce  | Equipo mixto       |
| 2021               | Budapest (Hungría)      | Medalla de plata   | 25 km              |